# Lisa Baumann
Lisa Baumann (10 de agosto de 2001) es una deportista suiza que compite en ciclismo de montaña en la disciplina de descenso. Ganó tres medallas en el Campeonato Europeo de Ciclismo de Montaña, entre los años 2023 y 2025.

## Medallero internacional
| Campeonato Europeo | Campeonato Europeo     | Campeonato Europeo | Campeonato Europeo |
| Año                | Lugar                  | Medalla            | Competición        |
| ------------------ | ---------------------- | ------------------ | ------------------ |
| 2023               | Les Menuires (Francia) | Medalla de bronce  | Descenso           |
| 2024               | Champéry (Suiza)       | Medalla de oro     | Descenso           |
| 2025               | La Molina (España)     | Medalla de oro     | Descenso           |